# Literatura de Paraguay

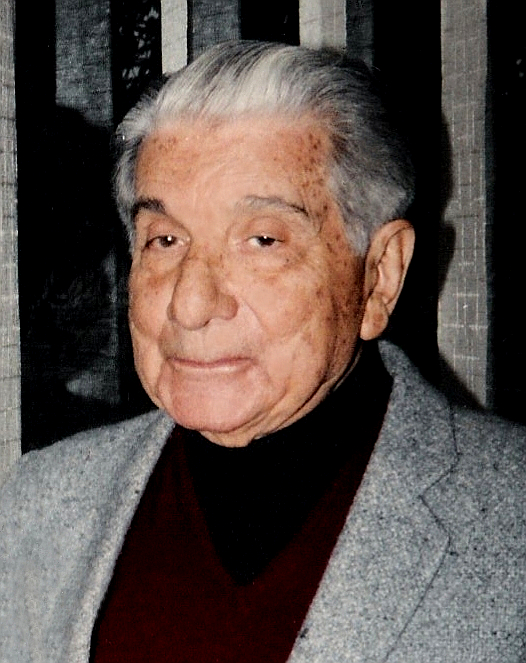
Augusto Roa Bastos, galardonado por el Premio Cervantes en 1989.

La literatura de Paraguay tiene dos vertientes: la producida en castellano y la creada en guaraní, sin desmerecer la literatura del país en otras lenguas nativas. Con todo, debe decirse que la primera ha tenido mayor desarrollo y difusión que la segunda. La actividad intelectual tiene sus indicios en la época colonial, la cual se desarrollaría después con la llegada de la independencia en 1811. Desde entonces se implementaron auspicios favorables para la cultura. La literatura paraguaya es una de las más desconocidas de Hispanoamérica, y sus escritores conocidos fuera de sus fronteras son Josefina Pla, Gabriel Casaccia, Elvio Romero, Rubén Bareiro Saguier y Augusto Roa Bastos. Aunque la historiografía de la literatura hispanoamericana no incluye a autores nacidos después de 1940, este desconocimiento no implica que no exista un corpus de obras que por distintos motivos no trascendieron las fronteras del país.
Todo el siglo XX se caracteriza por el aporte literario de la primera generación de escritores que a su vez, fundaron y sentaron las bases de la cultura moderna del país. Gracias a ello se acelera el proceso de reconstrucción nacional en términos literarios, musicales y escenográficas. A pesar del estallido de la guerra del Chaco en 1932, este acontecimiento supuso otra prueba para las instituciones que en aquel tiempo aún no tenían la firmeza necesaria para encauzar la vida pública. El presidente Eusebio Ayala y el general José Félix Estigarribia controlaron el conflicto y las actividades literarias no se vieron entorpecidas en aquella coyuntura. Durante los tres años de guerra, tanto en las trincheras como en la retaguardia se hizo una revisión de valores. El resultado de esta revisión se concreta en el arte: el teatro, la poesía y, posteriormente, la narrativa.
Durante los años 1940 se impone una lírica de vanguardia cuyo impulso renovador será decisivo para el estímulo y despertar de una nueva conciencia artística en promociones siguientes. Desde 1951 a 1960, la novela y el cuento alcanzan un nivel de excelencia que los incorpora a la mejor narrativa continental. El teatro, que ya durante los años de la guerra con Bolivia adquiere un auténtico sentido nacional, pugna a lo largo de las últimas décadas por cumplir un desarrollo parejo al de otros géneros como el ensayo, la nueva lírica y la última narrativa.

## Literatura colonial

### Años 1500: Literatura paraguaya-rioplatense
Los primeros indicios de la creación literaria en Paraguay se remontan en el primer poeta que se asentaría de manera alternada en el Río de la Plata y posteriormente en Asunción. Se trata del dramaturgo, clérigo, soldado y poeta español Luis Miranda de Villafañe, quien escribió las famosas coplas de pie quebrado consideradas como la primera obra poética del Cono Sur. Llegó al Río de la Plata con la expedición de don Pedro de Mendoza en 1536. No vivió mucho tiempo en la Buenos Aires de 1536, y se trasladó río arriba a la primitiva Asunción, lejos de aquella tierra del hambre que solo mucho después lo sería de la abundancia. En Asunción, Luis de Miranda se hizo partidario del Adelantado Álvar Núñez Cabeza de Vaca, caudillo que tenía por rival a Domingo Martínez de Irala. Durante el transcurso de los años 1500, la política ya caldeaba el ambiente en Asunción. En 1544 estalló la primera revolución, por lo que el partido de Irala depuso a Alvar Núñez y lo encarceló. Luis de Miranda al ver esto decidió recurrir no a la pluma ni al púlpito para liberar a Álvar Núñez, sino que prendió fuego a la ciudad creyendo que su propósito tendría éxito. El plan fracasó y Luis de Miranda fue castigado con ocho meses de prisión.
Hay discordancias respecto a cuándo y dónde el poeta escribió sus célebres coplas. Según el historiador Enrique de Gandía, lo hizo en 1537 y en Buenos Aires, mientras que Efraím Cardozo opina que debió ser en 1544 o posterior a esos años. Lo cierto es que existe mayor peso y respaldo en la afirmación del historiador paraguayo debido a que Luis de Miranda alude en sus versos a sucesos posteriores a los siete años de la fecha indicada por Gandia. Miranda alude en esos versos a la revolución que depuso a Alvar Núñez. Los enemigos de Alvar Núñez se llamaban "Comuneros", tal como en España los partidarios de Padilla, vencidos por Carlos V en 1521. Miranda, que aborrecía a los comuneros de la península, condenaba también a los de Asunción; por ello, en sus coplas el poeta se refiere a las dos rebeliones comuneras, la vencida en 1521 en Villalar y la triunfante en 1544 en Asunción, como a dos crímenes contra el Emperador.

"...Semejante al mal que lloro,
cual fue la comunidad,
tuvimos otra, en verdad,
subsecuente,
en las Partes del Poniente,
en el Río de la Plata,
conquista la más ingrata
a su señor..."

Debido a que esta segunda "comunidad" se alza en armas cuando Miranda residía en Asunción y cuando ya no existía la primera Buenos Aires, las coplas debieron de ser escritas en 1544 o después, en la que iba a llamarse la "ciudad comunera" por antonomasia. Según el ensayista y crítico literario Hugo Rodríguez Alcalá, el cuándo indica el dónde, y el hecho de ser las coplas de Miranda la primera poesía de una literatura —en rigor, de más de una literatura—, le confirió un prestigio singular. Hubo historiadores que llegaron a comparar los versos del clérigo anticomunero con las coplas de Jorge Manrique, pero aparte de ser unas y otras coplas de versos de pie quebrado, la comparación no puede hallar similitud justificable.
Otro escritor que también pertenece a la historia literaria del Paraguay es el clérigo Martín del Barco Centenera, quien llegó al Río dé la Plata en 1573 con la armada del Adelantado Ortiz de Zárate. Este arcediano de la Catedral de Asunción compuso un largo poema de veintiocho cantos en octavas reales titulado La Argentina (Lisboa, 1602), y fue el primer cantor de la ciudad de su arcedianato:

"El temple la Asunción tiene gracioso,
apacible, sereno y claro cielo,
invierno frío, estío caluroso..."

Martín del Barco se hizo amigo de Luis de Miranda, con quien aprendió todo lo relatado sobre la expedición de Pedro de Mendoza, la personalidad de Domingo Martínez de Irala, la deposición de Alvar Núñez y los infortunios de los vencidos en la "revolución comunera" de 1544. En estos versos llama "los leales" a los partidarios del gobernador depuesto. A continuación se ve cómo el vencedor Martínez de Irala trató a los alvaristas o "leales":

"A muchos ahorcó de los leales
diciendo que la tierra perturbaban;
a tal punto se vino que los tales
en los bosques y montes habitaban,
los que eran causadores de estos males
lo bueno de la tierra se gozaban,
los otros hambreaban suspirando
y a Dios justa venganza demandando...."

Martín del Barco fue Influido por el anticomunero Miranda, de modo que simpatiza con Alvar Núñez y se muestra severo con Irala y sus aliados. Aunque la obra de Martín sea pobre desde el punto de vista literario, su valor histórico es considerable, según el historiador paraguayo Rodríguez Alcalá. Por esta y otras razones ha sido y será objeto de estudios y de largas controversias, no solo como documento histórico sino incluso como tentativa más o menos feliz o enteramente fracasada de creación artística.
El primer historiador nativo del Río de la Plata fue el asunceno de origen hispano-guaraní Ruy Díaz de Guzmán, nieto del gobernador Irala. Fue de hecho el primer hijo de la tierra recién conquistada, ya que nació hacia 1559, a menos de 25 años de la fundación de Asunción. Ruy Díaz tuvo su intento, según él mismo dijo, de contar "cosas dignas de memoria" sucedidas en los ochenta y dos años transcurridos entonces desde el comienzo de la conquista, "por el amor que se debe a la patria". Este soldado, fundador de ciudades y hombre de gobierno, relató los anales del descubrimiento, población y conquista de las Provincias del Río de la Plata, consciente de la trascendencia de los hechos y del protagonismo de unos cuatro mil españoles. Fue así como él asumió la responsabilidad de perpetuar el recuerdo de las hazañas del descubrimiento y la conquista conforme a un plan bien trazado que en sí mismo es testimonio de la conciencia histórica. A Ruy Díaz de Guzmán le cupo el título de fundador de ciudades y de ser el fundador de la Historia del Paraguay y del Río de la Plata.    
La deposición de Alvar Núñez Cabeza de Vaca no solo inspiró el lamento que suena en la primera poesía colonial que se conoce (el "Romance" de Luis de Miranda), sino que suscitó la primera pieza teatral representada en Asunción, cuyo autor fue el clérigo Juan Gabriel de Lezcano, natural de Valladolid. Tanto Gabriel de Lezcano como Luis de Miranda eran considerados hombres turbulentos, ya que ambos fueron encarcelados por razones políticas. Pero Miranda era alvarista, es decir, leal; y Lezcano era comunero o iralista.
Respecto al teatro colonial, el autofarsa del padre Gabriel Lezcano se ha perdido. Otra farsa escrita que también se perdió fue la del poeta portugués Gregorio de Acosta, quien militaba en el partido de los leales o alvaristas. Como el autofarsa de Lezcano, la farsa de Gregorio se inspiró en las luchas políticas de los bandos enemigos. Según Josefina Pla, esta vez la víctima no era Alvar Núñez sino Domingo Martínez de Irala, a quien se le echaban en cara sus debilidades y "su afición a las indias y sus nada gobernadoriles celos de los otros varones de la colonia". La representación teatral se efectuó en 1545, y el desahogo político le costó al poeta Gregorio una paliza propinada por Esteban de Vallejos y Pedro Méndez, dos secuaces de Irala. Martín del Barco Centenera ofrece otro testimonio del perdido teatro colonial en el canto V de La Argentina, el cual se trata de otra farsa cuyo autor no se menciona, y que se representó presuntamente a principios de 1551. En la Asunción del siglo XVI y del siglo XX, la política era la pasión absorbente de la ciudad. Un ejemplo de ello fue el casamiento de Marina de Irala (hija del célebre capitán) con Francisco Ortiz de Vergara, un acontecimiento social que inspiró una sátira política:

"A tal punto llego el atrevimiento
del bando de Irala, que casando
su hija con Vergara, por contento
y placer, un soldado suspirando
en una farsa sale descontento
y roto y pobre, y otro preguntando,
y él responde, diciéndole: ¿quién era?
- De los leales soy, que no debiera..."

De estos "balbuceos" del teatro del Paraguay apenas quedaron noticias escuetas en viejos documentos y tampoco se salvaron siquiera una escena de lo que Julio Caillet Bois sospecha fue «una abundante obra dramática». Josefina Plá escribió páginas sobre la dramaturgia colonial donde caracteriza tres tipos de teatro: el profano, el religioso y el misionero entre 1544 y 1811. A pesar de su labor de erudición, no le fue posible rescatar de los archivos una sola pieza dramática perteneciente a ese largo período. Efraím Cardozo afirma que la única obra teatral escrita en Asunción y que llegó hasta la actualidad es La Comedia Pródiga, publicada en Valladolid en 1554. Se ha creído que el autor de esta comedia es Luis de Miranda sin que tal atribución haya sido probada. En cuanto a poesía lírica, el Efraím Cardozo escribe que "La Conquista trajo un género de expresión poética genuinamente popular: los romances", y agrega: "Aunque algunos reconocían autor, otros eran anónimos y subsistieron a través de los “copleros” que los transmitían de generación en generación. Uno de ellos fue recogido por el escritor español Ciro Bayo hacia 1910, en una estancia paraguaya donde aún era recitado por los peones. Se refiere a la muerte de Ñuflo de Chaves".

### Años 1600: Literatura jesuítica
Paraguay debe a los jesuitas una vasta labor historiográfica. La historiografía paraguaya, civil y militar en sus comienzos asume carácter religioso en la obra de los misioneros. El clérigo limeño Antonio Ruiz de Montoya publicó la primera crónica de la fundación de las misiones llamada La Conquista Espiritual, publicada en Madrid en 1639, donde relata los trabajos de la Compañía de Jesús desde los primeros días de la gran empresa civilizadora. Como Montoya fue superior de las Misiones y más tarde procurador de la provincia y vivió entre los indios durante más de veinte años siendo protagonista importante de la conquista espiritual, su obra se funda en documentos que fácilmente pudo consultar, y en recuerdos personales posee valor único porque conocía mejor que nadie la lengua e idiosincrasia de los indígenas. En efecto, El Tesoro de la Lengua Guaraní no es solo un diccionario sino un verdadero tratado de etnografía, cuya primera edición apareció en Madrid en 1639.
Entre los historiadores jesuíticos destaca el padre Pedro Lozano, quien siendo joven fue nombrado historiador de la provincia y fue el denominado Historiographus Provinciae por antonomasia. Sus obras más famosas son la Descripción Corográfica del Terreno, Ríos, Arboles, Animales de las dilatadísimas Provincias del Gran Chaco (1733); Historia de la Compañía de Jesús en la Provincia del Paraguay (1754-1755); y la Historia de la Conquista del Paraguay, Río de la Plata y Tucumán (1873). Hasta 1905 permaneció inédita su Historia de las Revoluciones del Paraguay, libro de riquísima información y documentación sobre la rebelión comuneral, aunque no imparcial, pues Lozano era el historiador oficial de los jesuitas.
Efraím Cardozo, en Historiografía Paraguaya, estudia un gran número de obras históricas coloniales sobre el Paraguay que pertenecen a una veintena de autores. Entre estos figuran personalidades como Félix de Azara y Juan Francisco Aguirre. En su libro contrasta la riqueza de la literatura histórica con la extrema pobreza de la pura creación. En este sentido, Cardozo afirma que tanto en los siglos coloniales como después de la independencia y bien entrado el siglo XX, el Paraguay fue más un país de historiadores que de poetas, dramaturgos y narradores de ficción.

### Años 1700: Revolución de los comuneros
En el último siglo del periodo colonial ocurre la Revolución de los Comuneros, cuyas consecuencias fueron desastrosas para el desenvolvimiento de la cultura. La clase dirigente de la provincia rebelde pereció en los combates o en el cadalso o languideció durante largo tiempo en los calabozos. Casi veinte años de contiendas civiles apartaron a los colonos de toda actividad que no fuera la política. Tras la derrota comunera, las represiones virreinales y el aplastamiento moral de la provincia prolongaron la suspensión de las actividades intelectuales.
El Cabildo de Asunción pugnó por dar impulso a la cultura, pero no lo hizo en los niveles más altos como para formar una élite inspiradora surgida en el seno de la lejana provincia, en su aislamiento mediterráneo. A medio siglo del desastre comunero, en 1780 se planificó la fundación de una universidad, un proyecto fallido en el que el virrey alegó carencia de fondos para llevar adelante este plan. Sin embargo, un colono rico se ofreció para dotar de una universidad a la provincia paraguaya. Los hombres de Asunción lograron persuadir a la Corona de España y al Papa Clemente XII, pero el virrey de Buenos Aires permaneció firme en su negativa, aquella que no se fundaba precisamente en razones de carácter financiero. En efecto, fundado el virreinato del Río de la Plata en 1777 y establecida su capital en Buenos Aires, esta ciudad, que aún no tenía universidad, no quería que Asunción se le anticipara, según concluye Rodríguez Alcalá.
Transcurrió más de un siglo para que Paraguay pudiera finalmente erigir una institución de educación superior. En 1889, veinte años después del saqueo de los vencedores de la Triple Alianza, se funda la Universidad Nacional de Asunción, lo cual "satisfizo" la secular aspiración del Cabildo y de los prohombres coloniales.

## Literatura paraguaya

### SigloXIX

#### Censura y represión de la dictadura francista
El siglo XIX es un campo yermo en lo que a creación literaria respecta. Cuando Paraguay logra su independencia, la Junta Superior Gubernativa, presidida por el prócer poeta Fulgencio Yegros, crea en 1814 la Sociedad Patriótica Literaria, la Academia Militar y la Biblioteca Pública, entidades educacionales de las cuales el mismo Yegros se encargaría de gestionar. Entre los próceres, había un intelectual puro temporalmente alejado del poder, discípulo de Voltaire y de Rousseau y dueño de la mejor biblioteca del país. Este "iluminista" pronto iba a contrariar todos los planes de la Junta para erigirse como el tirano más absoluto y oscurantista de la historia paraguaya.
Mientras la Junta señalaba el derrotero de un pueblo libre y progresista, José Gaspar Rodríguez de Francia maquinó con éxito la disolución del gobierno constituido y la creación de su omnímodo poder. Su dictadura se instauró en 1814 y se prolongó hasta su muerte, el 20 de septiembre de 1840. Bajo su régimen, que dura más de un cuarto de siglo, "enmudece hasta la guitarra" y se hace imposible la vida intelectual. La férrea censura de la dictadura de Francia eliminó la práctica literaria. No se podía entrar ni salir del Paraguay y la sola tentativa de abandonar el país era castigada con la muerte. Francia convirtió a la joven república en una inmensa cárcel. Las instituciones de cultura fundadas en 1812 por la Junta, como la Sociedad Patriótica Literaria, la Academia Militar y el Seminario Conciliar, fueron todas abolidas. El dictador propuso defender la independencia en virtud de un aislamiento absoluto y de una preparación militar tal que, el ejército, compuesto de 5000 hombres, podía en cualquier emergencia llamar a 35.000 más bajo banderas. Este ejército no tenía altos jefes, pues los próceres militares fueron todos fusilados y nadie los reemplazó en sus mandos con la graduación requerida. El comandante en jefe era el dictador mismo, quien hasta se encargó de la instrucción de los reclutas. Y así como el Dr. Francia suprimió a los jefes (nunca confirió a un oficial un grado superior al de capitán), destruyó la jerarquía eclesiástica suspendiendo al obispo y poniendo al frente de la iglesia a un provisor que era su paniaguado.
Estos 26 años de aislamiento, terror y oscurantismo fueron fatales para la cultura de la república paraguaya. Tras la muerte de Rodríguez de Francia, el Paraguay se hallaba en desastroso estado espiritual. El propio sucesor Carlos Antonio López declaró en 1854 en el seno del Congreso: "No había establecimiento alguno de educación, instrucción elemental moral y religiosa; había algunas escuelas primarias de particulares mal montadas y el tiempo había reducido el clero a un número muy diminuto de sacerdotes. En lo material la capital y las villas todas ofrecían el aspecto más desagradable: templos apuntalados y amenazando desplomarse; cuarteles desaseados, incómodos e insalubres; casas particulares rodeadas de escombros o próximas a arruinarse...". De acuerdo al historiador Rodríguez Alcalá, el terror había paralizado el espíritu de todo un pueblo. El suizo Rengger, que vivió en Paraguay desde 1819 a 1826, afirmó que bajo Francia «se enmudeció hasta la guitarra, compañera inseparable del paraguayo». Nunca hubo una "literatura de la independencia", y en el aislamiento tibetano impuesto por el dictador, en Paraguay ni siquiera sonó un eco de aquel movimiento llamado romanticismo, que estaba en pleno apogeo en el mundo, y que llegaría tardíamente a Paraguay hasta mucho después de 1840.
Las familias patricias se arruinaron, los próceres fueron fusilados, las cárceles se llenaron de presos, los templos y escuelas amenazaban ruina. Con este ambiente cualquier vida intelectual era imposible, y lo que se recuerda de aquella época aciaga fueron los únicos versos que el prócer Fulgencio Yegros escribió en el calabozo, poco antes de su fusilamiento en 1821:

"En plantar una esperanza
me perdí todos los años
y floreció un imposible
con frutos de desengaño..."

#### Actividad literaria en la guerra grande
Del periodo decimonónico solo se conocen hasta la fecha algunos autores dedicados fundamentalmente a la poesía en guaraní, como Natalicio Talavera, y algunos hitos literarios aislados, como la creación de la revista La Aurora. La guerra de la Triple Alianza, que estalla a los cinco lustros de la muerte del Dr. Francia, malogra los frutos del renacimiento espiritual estimulado por el presidente Carlos Antonio López (1792-1862). El segundo López, quien preside el país tras el fallecimiento de su padre, sucumbe el 1 de marzo de 1870. La agravante de la guerra de la Triple Alianza supuso la interrupción de esas incipientes actividades literarias. En lo que quedaba del siglo XIX, el país fue reconstruyéndose poco a poco, pero todavía tardaría en aparecer las primeras generaciones de escritores en Paraguay, a diferencia de otros países latinoamericanos. Las primeras producciones paraguayas importantes aparecerían en pleno siglo XX. La primera novela escrita por un paraguayo se llamó Viaje nocturno de Gualberto o Las reflexiones de un ausente, escrita por el coronel Juan Crisóstomo Centurión, publicada en Nueva York en 1877.

#### Novecentismo paraguayo
El novecentismo paraguayo es una etapa de la historia del Paraguay cuyas categorías de interpretación sociopolítica fueron reconfigurándose desde el presente. Este periodo enlaza a una generación de intelectuales que espacial y temporalmente se ubicaban tras el suceso de la Guerra Guazú en Paraguay. Los intelectuales y pensadores tenían como propósito estructurar críticamente la dirección del país, desde una posición situacional, y con estudios diversos sobre política, literatura e historia.

### SigloXX

#### Generación del 900 (1900-1939)
Hasta el final del siglo XIX y los primeros años del XX, los reconstructores intelectuales del país dieron mucho énfasis a la educación y el cultivo del ensayo y la poesía. No así la narrativa, que no logró plasmar un corpus definitorio. Las publicaciones aparecieron de manera fragmentaria en periódicos de la época y muchas obras escritas nunca salieron a luz o pasaron simplemente a engrosar las filas del olvido. El crítico y escritor Hugo Rodríguez Alcalá destacó tres nombres contundentes de la inicial narrativa nacional: su padre José Rodríguez Alcalá, Martín Goycoechea Menéndez y Rafael Barrett. Posteriormente se incluye al polígrafo español Viriato Díaz Pérez. La mayoría fueron extranjeros que residieron en Paraguay. José Rodríguez Alcalá dio a conocer por primera vez su obra Ignacia (1905). Ese mismo año Goycochea publica la colección Guaraníes. Cuentos de los héroes y las selvas guaraníes que incluye un poema en prosa modernista titulado La noche antes. Los escritos de Goycochea tuvieron importante impacto y pueden considerarse las primeras obras literarias de la prosa paraguaya contemporánea publicadas dentro del renovado país. Están estrechamente relacionadas con la historia trágica del país, tienen un sentimiento claramente nacional y están dedicadas a ensalzar a los héroes de la Guerra contra la Triple Alianza. Más adelante, Barrett impulsa un enfoque más fuerte de la realidad y exhibe en su obra El dolor paraguayo: lo que son los yerbales (1909). El crítico Miguel Ángel Fernández estima que Rafael Barrett se inserta en la Generación del 900 rioplatense, al cual contribuye con una labor de particular acento ideológico y valiosos rasgos artísticos. En ese sentido, Barrett se inserta en la mejor tradición literaria pero, por otra parte, anticipa con el testimonio de su vida y su literatura, los planteamientos del existencialismo contemporáneo, tal como se ofrecen en ciertas obras de Albert Camus o Jean Paul Sartre.

#### Renovación estética
En febrero de 1936 un golpe de Estado pone fin a la era liberal, y llega al poder el coronel Rafael Franco. Durante esta década se declara héroe nacional al mariscal Francisco Solano López, de modo que se anularon todas las disposiciones legales dictadas contra él. Hasta entonces se daba una suerte de ebullición de la literatura paraguaya, que buscaba su consolidación definitiva en los nuevos tiempos que le tocaba vivir al país. Con los primeros eslabones hacia la renovación estética, que parecía forzar alguna salida del modernismo tardío, y los meritorios tanteos de posguerra, nos aproximamos a la generación del 40.
Los primeros antecedentes indican que en 1941 la editorial "La Colmena" convocó a un concurso de novela. La ganadora de aquel evento fue Concepción Leyes de Chaves, quien ya venía publicando sus relatos y que daría a conocer años más tarde Río Lunado (1951) y la biografía novelada Madame Lynch (1957). En esos años también aparece la escritora Teresa Lamas Carísimo, la primera mujer paraguaya en escribir libros y que publicó las novelas Huerto de Odios (1944) y La casa y su sombra (1955).
Según Roque Vallejos, en ese tramo las voces más consecuentes solidifican cierto aire de innovación y resalta que no se puede hablar de la promoción del 40 ni de las promociones siguientes si no se plantea el problema de los precursores de la literatura contemporánea. Se debe hablar de Ortiz Guerrero, precursor humano; de Julio Correa, su precursor verbal, que rompe con las palabras perfectas y la estética hedonista imperantes hasta entonces; de Heriberto Fernández, quien trató de forcejear el verso modernista y le insufló un renovador soplo de angustia; de José Concepción Ortiz, quien con su soneto a Raúl Battilana de Gásperi, escribió el poema más cáustico y existencial de la literatura paraguaya; y de algunos poemas de Josefina Pla, que desde El precio de los sueños (1934), muestran las primeras señales de la extinción del modernismo y el advenimiento de formas y estructuras contemporáneas.

#### Generación del 40
Con la aparición del grupo literario "Vy'a Raity" se avizora la primera señal de la innovación estética. Este conglomerado de escritores tuvo como uno de los máximos impulsores a Hérib Campos Cervera, un poeta que tenía el convencimiento de que "la poesía debe servir", más allá de "la belleza inútil". En ese sentido, se inclinó hacia una especie de compromiso político y en cierta forma influyó en los escritores agrupados en el cenáculo, aunque otros evitaron elegantemente la tentación apuntando su orientación hacia la búsqueda de recursos estéticos más personalistas. Algunos de los que destacaron en Vy'a Raity fueron: Josefina Pla, Augusto Roa Bastos, Oscar Ferreiro, Elvio Romero, José Antonio Bilbao, Ezequiel González Alsina (conocido con su seudónimo de Gastón Chevalier París), Hugo Rodríguez Alcalá, José María Rivarola Matto, Gabriel Casaccia y Dora Gómez Bueno de Acuña. Este grupo sería, sin lugar a dudas, el pilar de la Generación del 40, a la que también se incorporan algunos poetas sociales como Julio Correa, Carlos Garcete Bogado, Arístides Díaz Peña, Arnaldo Valdovinos, Carlos Miguel Jiménez, Félix Fernández Galeano, Darío Gómez Serrato, Víctor Montórfano, Facundo Recalde, Manuel Verón de Astrada, Pedro Encina Ramos, Antonio Ortiz Mayans, Teodoro Mongelós, Néstor Romero Valdovinos y Gerardo Halley Mora.
En Voces femeninas de la poesía paraguaya, Josefina Pla menciona a dos grupos de poetisas que aparecen en los años 40: Renée Checa, Nathalie Bruel, Ida Talavera de Fracchia, Elvira Mernes de Galeano, Josefina Sapena Pastor, Teodosia Ramírez y Rosa Bardichesky.
Julio Correa, el precursor verbal del 40, inauguró una vertiente vanguardista donde predomina el lenguaje político. La actitud, la perseverancia y sensibilidad social de este escritor fueron elementos simplificadores de la poesía paraguaya. Bajo el influjo de esos signos asumió la protesta. Aunque la crítica burguesa no favoreció literatura de Correa, muchos influenciados por él reconocen el mérito y valor de la palabra del poeta. Su dramaturgia en guaraní fue acertada pues logró plasmar la comunicación perfecta con los iletrados. El guaraní como idioma y como recurso literario siempre significó desde el punto de vista de Correa una elevación hacia el legítimo destinatario de su literatura: el pueblo.
Josefina Pla definió los pormenores de la Generación del 40 buscando en cierta forma alguna aclaración. Según palabras de la escritora, "no sabían lo que querían, pero sabían lo que no querían", y expresó que: "El grupo del 40 no fue una generación, éramos totalmente heterogéneos, imagínese la edad de Julio Correa, Hérib Campos Cervera ya maduros y Ezequiel González Alsina o Roa Bastos en plena juventud. Si fuera por la edad no figuraríamos muchos, los mayores fueron los primeros en complementarse, luego vinieron los jóvenes por gravitación, no hubo enseñanza, no hubo comunicación magistral, pero sí actitud ante la vida".
La Generación del 40 fue uno de los focos que captaron el espíritu de los intelectuales de acento modernista, pero que apuntaban decididamente hacia el vanguardismo literario, producto de una especie de maduración gradual que fue definiendo un esquema. Aparecen los cuentos, relatos y poesías, especialmente en la prensa escrita y revistas. Lo que los del 40 intentaron fue romper con la orfandad, leían con ahínco ciertas novedades y no descuidaban el acercamiento hacia Louis Aragón, André Bretón, Walt Whitman y César Vallejo. A raíz de esto Josefina Pla y Hérib Campos Cervera recrean los nuevos moldes de la poesía paraguaya hasta entonces capturada por la corriente modernista. Las obras literarias de Josefina se extendieron a lo largo de varias décadas, en el campo de la poesía, el periodismo, la narrativa, el ensayo, el teatro y la crítica literaria. La mayor parte de estas extensas labores aparecen después de la década de los años 60.
Tras el conflicto armado del 47, numerosos escritores partieron al exilio en defensa de los ideales de la libertad, entre ellos Hérib Campo Cervera, quien ya no volvió a su país pues murió seis años después en Argentina. Los que no salieron del país sufrieron la presión del "exilio interno". No obstante, las mejores obras de la literatura paraguaya fueron escritas en el desarraigo. En Buenos Aires, por ejemplo, aparece La Babosa (1952) de Gabriel Casaccia, considerada por su estructura global como la primera novela paraguaya de consagrada madurez que logra llevar la novelística nacional a la altura de las grandes creaciones del continente. Ese mismo año, José María Rivarola Matto lanza Follaje en los ojos, una novela de carácter social que retrata el cuadro dramático vivido en los yerbales del Alto Paraná. Por su parte, Augusto Roa Bastos da a conocer su primera colección de cuentos El trueno entre las hojas (1953), otras seguirán, como El Baldío (1966) y Los pies sobre el agua (1967), en su mayoría representaciones literarias del indigenismo.En 1960 se publica Hijo de Hombre (1960), libro galardonado por la Editorial Losada de Argentina, así como Yo el Supremo (1974), cuyo cuadro fantasioso sobre el Doctor Francia le dio fama universal, logrando inclusive el Premio Cervantes de Literatura en 1989.
Lo notable de los años 40 es la aparición de Elvio Romero, quien castigado por los desbordes de la guerra de 1947, también salió al exilio y se instaló en Buenos Aires, donde produjo la mayor parte de sus obras. Su poesía mantuvo un fuerte contenido social que lo convirtió en uno de los más tenaces poetas contestatarios contra el régimen autoritario de Alfredo Stroessner, dictador que presidió el Paraguay por casi 35 años, dejando a su paso una impresionante cantidad de desaparecidos, torturados y perseguidos políticos. Elvio Romero también fue amigo personal de Pablo Neruda, Nicolás Guillén y toda la pléyade de poetas latinoamericanos que surgieron después de la década del 40. Las obras de Romero recibieron elogiosos comentarios de Gabriela Mistral y Miguel Ángel Asturias.
La poesía paraguaya rompió la incomunicación luego de periodos de congelamiento, persecución y amordazamiento. Sin embargo, hay casos en que la autocensura pintó una actitud evasiva para contrarrestar el peligro de morir con un verso en la garganta. Paraguay estaba saliendo de una frágil estructura literaria tras las tragedias que derrumbaron innumerables esperanzas. Los escritores paraguayos no ignoraron los acontecimientos que sacudieron los cimientos de la historia paraguaya, por lo que muchos poetas denunciaron las manipulaciones y el corrupto avasallamiento de los regímenes políticos que hicieron todo lo posible para castigar de muerte a la palabra escrita. Pero también es cierto que quienes hicieron las denuncias a través de la literatura, muchas veces no hallaron ecos de solidaridad ni valoración en los círculos críticos especializados. Estas indiferencias más bien promovieron los arrinconamientos arbitrarios, casi siempre. Por otra parte, la década de 1940 tiene una clasificación que muestra la evolución de la narrativa paraguaya del siglo XX, es decir, se pasa de esa especie de costumbrismo conservador a una literatura de rasgos sociales. Entre las décadas del 40-50 y posterior, se dieron canales expresivos concretos en el cuadro novelístico del Paraguay.

#### Generación del 50
La literatura paraguaya pasa de los forcejeos y logros reivindicativos del 40 a una etapa promocional del 50. Esta generación aparece tras los días vividos durante la revolución del 47. Sus integrantes ensayan de manera fecunda los sellos identificatorios de una nueva concepción estética en el campo de la poesía. Un grupo inicia su labor bajo el maestrazgo del sacerdote César Alonso de las Heras, en el colegio San José de Asunción, mientras el otro grupo probablemente exhibe otros signos desde las aulas de la Facultad de Filosofía de la UNA. Por sobre todo, ambos grupos se identifican con el dolor causado por la guerra del Chaco y la revolución del 47, que sorprende en plena labor intelectual a los bachilleres del 45 o Generación del 50. El ensayista Victorio Suárez afirma que esta etapa fue difícil, pues el pueblo se dividió y, tras penosos trances, los derrotados emprendieron la dura marcha hacia el exilio. Aquella coyuntura conmocionó a los poetas, quienes tras la experiencia del "círculo literario" de San José, se mantuvieron con el deseo de seguir adelante para "reivindicar al país a través de la cultura".
En 1946 se formó la Academia Universitaria, un instituto que inició como lugar de recurrencia de los intelectuales que compartían ricas tertulias itinerantes, hasta que el interés por estructurar mejor aquellas reuniones fomentó un compromiso más serio con la cultura nacional. Entre los iniciados del Colegio San José se encuentran José Luis Appleyard, Ricardo Mazó, José María Gómez Sanjurjo, Ramiro Domínguez, Joel Filártiga, entre otros. A este grupo se suman exalumnos de otros centros de estudios como Carlos Villagra Marsal, Rubén Bareiro Saguier, Rodrigo Díaz Pérez, Elsa Wiezell, Laureano Pelayo García y Lorenzo Livieres. Otros nombres que se tienen en cuenta con respecto a esta generación son Santiago Dimas Aranda, Ester de Izaguirre, Félix de Guarania, Mario Halley Mora, Gonzalo Zubizarreta Ugarte, María Luisa Artecona de Thompson, Manuel "Meba" Argüello, Carmen Soler, Nidia Sanabria de Romero y Ana Iris Chaves de Ferreiro.
Una vez conformado el grupo de la Academia, se inician las actividades de manera más sistemática con el estudio de la literatura greco-latina, además del análisis de las obras de los autores clásicos del campo filosófico y literario. No tarda mucho para que la Academia Universitaria se convierta en un foro de poetas y librepensadores que discutían con abundante rigor los temas del momento. César Alonso de las Heras señala que la academia fue pluralista y que nunca se suspendieron las reuniones, y alegó que ni siquiera la política los llegó a separar. Exactamente, el 29 de abril de 1950 se había redactado de manera completa el ideario del grupo, para entonces la mayoría ya había consolidado plenamente sus convicciones en un marco plural y solidario. Entre las actividades que cumplió la Academia Universitaria se cuenta la presentación de conferencias dictadas por destacadas figuras nacionales e internacionales. En definitiva, la revolución del 47 no disolvió a los del 50, y las diferencias enriquecieron las estructuras del círculo intelectual que reunía al más valioso conglomerado cultural del Paraguay.

#### Generación del 60
La Academia Universitaria dejó de funcionar en 1960. La efervescencia política propició desfavorables presagios para el ritmo de la existencia cotidiana. Con el montón de paraguayos exiliados después de la Revolución del 47 y cuando el proceso cultural del país abría sus ojos hacia nuevos rumbos, se comenzó a gestar la dictadura más longeva de toda Sudamérica, la cual abrió un manto de censura, muertes y persecuciones en todo el territorio paraguayo. Para Victorio Suárez, se trata de un capítulo que no se puede pasar por alto porque de lo contrario resulta difícil entender el largo proceso oscurantista que vivió la cultura paraguaya durante casi 35 años. Los antecedentes se remontan en 1954, cuando se depuso a Federico Chaves mediante el cual se abriría camino para la asunción de Stroessner. En ese momento nadie imaginaba hasta dónde él podía llegar.
El más duro tramo de la consolidación stronista sirve de escenario para los intelectuales que aparecen en la década del 60. Una de las voces más destacadas de esta generación fue Roque Vallejos. En el libro Literatura paraguaya como expresión de la realidad nacional, Vallejos dice que la Generación del 60 «aparece bajo un signo negativo dialéctico de inconformidad frente al mundo. No entiende ya que la realidad es solo social. Apuntala la dimensión metafísica, religiosa y filosófica(...) Lamentablemente los poetas de esta promoción fueron dispersados por la coerción, la intriga política o en el peor de los casos la claudicación».
Paralelamente al sello de letanía de los escritores del 60 (ese era el ambiente que vivía el país), fue una década bastante agitada y desbordante en cuanto a acontecimientos que marcaron a fuego a la humanidad. Un amplio catálogo de sucesos indica la forma en que brillaron las utopías, ansiosas de hallar una reivindicación existencial. Los integrantes de la Generación del 60 no solo se dedicaron a la poesía o a la narrativa, también desplegaron una inusual acción en el campo de la crítica. Los poetas del 60 tenían la expresión triste, patética, como presagiando la larga noche dictatorial que comenzó a madurar. El desafío al sistema vigente y hasta al mismo Dios fue síntoma del descontento político y metafísico que esgrimió esta fecundación de escritores contra la violencia y la injusticia. Teresa Méndez-Faith afirma que los del 60 reflejan una aguda conciencia de los problemas político-económicos del país expresados en versos claros, simples, esenciales, y rechazan el lenguaje meramente retórico y hueco de irrelevancia socio-humana.
La narrativa nacional de los años 60 enfoca su preocupación por el hombre paraguayo y su destino. Esta generación está conformada por Francisco Pérez Maricevich, Luis María Martínez, Esteban Cabañas, Miguel Ángel Fernández, Roque Vallejos, Jacobo Rauskin, Osvaldo González Real, Mauricio Schvartzman, José Antonio Pratt Mayans, Carlos Martínez Gamba, Modesto Escobar Aquino, Raquel Chaves, Renée Ferrer, Víctor Casartelli, Nilsa Casariego, Gladys Carmagnola, Miguel Ángel Caballero Figún, William Baecker, Juan Bautista Rivarola Matto, Víctor Jacinto Flecha, Rudi Torga, Lino Trinidad Sanabria, Aurelio González Canale, Noemí Ferrari de Nagy, Lilian Stratta de Napout y Elly Mercado De Vera.
En conclusión, la producción narrativa en la década del 60 es escasa, no obstante aparecen obras críticas acerca de la literatura de Paraguay, además de algunas que recrean el contexto histórico y político del Paraguay. A lo largo de esta década aparecen El pecho y la espalda (1962) de Jorge Ritter; El espejo y el canasto (1965) de Josefina Pla; Imágenes sin tierra (1965), novela de José Luis Appleyard; Quema de Judas (1965) de Mario Halley Mora; Mancuello y la Perdiz (1965) de Carlos Villagra Marsal; Los grillos de la duda (1966) de Carlos Zubizarreta; y Crónica de una familia (1966), novela de Ana Iris Chaves de Ferreiro. Entre 1960 y 1964 la Revista Diálogo, fundada y dirigida por Miguel Ángel Fernández, cumple el papel de difundir contenido multitemático relacionados al arte y al pensamiento. De la publicación nacen posteriormente Cuadernos de la Piririta y Cuadernos del colibrí, que dieron a conocer varios títulos de autores nacionales y extranjeros. La Revista Diálogo es un referente clave con los sucesos de la Generación del 60.

#### Generación del 70
Con la llegada de jóvenes de la intelectualidad asuncena, que integran la generación setentera, se dan los signos más reveladores para la mancomunidad de la literatura y la protesta política. La coyuntura internacional, el auge de la revolución cubana y las lecturas del marxismo crean un ambiente propicio para el discurso ideológico antidictatorial. La tarea política se ejerce a través de movimientos estudiantiles independientes o mediante las manifestaciones artísticas.
La brutal acción dictatorial de Stroessner obliga a algunos literatos a tomar el camino del exilio, más allá de las filosofías conservadoras. Según el poeta Emilio Pérez Chaves, abanderado intelectual de esa generación, los del 70 querían la redención del Paraguay a través de la militancia política y cultural, más allá del dogmatismo del exilio. Lo que los integrantes de la Generación del 70 buscaron es exhibir la marca de la represión en la piel y sus voces no escapan de la expresión política. En esta década, sectores íntegros del alumnado paraguayo, así como las masas obreras y campesinas, eran víctimas de constantes persecuciones. A estas alturas, el conjunto propagandístico del stronismo resonaba haciendo alarde de grotesca prepotencia. En términos políticos, el sector servil del Partido Colorado ya había eliminado de sus filas a los elementos pensantes que sí poseían rigurosidad intelectual. Ese hecho llevó al coloradismo, aún hasta la actualidad, a carecer de hombres capacitados que expresen alguna renovación o revolución cultural dentro de sus propias filas.
Los del 70 experimentan los eslabones de una década brutal debido al fortalecimiento del sistema represivo impuesto por la dictadura. Así, América Latina experimentó el vertiginoso ascenso de las ideas progresistas, sumado a la nueva actitud de la iglesia paraguaya, que a partir de Medellín y la teología de la liberación asume el compromiso de luchar a favor de los pueblos oprimidos. Lo que unió a la generación setentera fue la disconformidad, por eso se vio la casi rabiosa tentativa de crear y cambiar las cosas ante el mar de injusticias. Los suplementos culturales de los diarios La Tribuna y ABC Color abrieron importantes canales de difusión para la literatura paraguaya. Estos espacios literarios reunían también los trabajos de autores más jóvenes que ensayaban la crítica y la narrativa. La Revista Criterio y la Revista Frente oficiaron de vocero de la Generación del 70, en una época donde la narrativa latinoamericana ya había visto nacer las obras de Gabriel García Márquez, Carlos Fuentes, Mario Vargas Llosa, Miguel Ángel Asturias, Augusto Roa Bastos y otros escritores influyentes.
El escenario fue protagonizado por los siguientes componentes: Nelson Rojas, Helio Vera, César Ávalos (hijo), Lincoln Silva, René Dávalos, Guido Rodríguez Alcalá, José Carlos Rodríguez, Nelson Roura, Juan Carlos Da Costa, Carlos Hempel, Jorge Canese, Emilio Pérez Chaves, Alicia Campos Cervera y Egidio Bernardier. Otros literatos de calidad que destacan son Luis Alberto Boh, Juan Andrés Cardozo, Jorge Aiguadé, Juan Manuel Marcos y Miriam Gianni. Aparecen también Alcibiades González Delvalle, con valiosas propuestas para la dramaturgia nacional, y Tadeo Zarratea.

#### Generación del 80
Ya era la cuarta década de gobierno de Alfredo Stroessner. El sistema stronista atormentaba a los ciudadanos paraguayos. Respecto a esto, el escritor Aníbal Miranda apunta lo siguiente en su libro Lucha armada en Paraguay (1989): "Corresponde al general Stroessner el triste privilegio de ser el primer presidente de la República de la era constitucional, que ordena y autoriza torturas. Lo hace con crueldad fría y calculada. Sabe muy bien que con ello borra una etapa de conquistas morales y jurídicas y atropella todas las leyes de Dios y de los hombres". Victorio Suárez alega que se trata de una síntesis perfecta de lo que significó la larga dictadura en Paraguay. Tanto Aníbal Miranda como numerosos escritores e investigadores retrataron de manera rigurosa la semblanza del régimen stronista. Muchos escritores del 80 coinciden en la sádica crueldad y horror montados por el aparato represivo de Stroessner, y gracias a esto las generaciones posteriores de literatos concluyeron que la cultura stronista fue la barbarie.
La cultura del stronismo está documentada en muchos informes, confesiones y manuscritos hallados en los Archivos del Terror, donde salen a la superficie los casos aparentemente perdidos u olvidados. La cultura stronista compuso el estado de sitio, la corrupción generalizada y el perfil de un país que hasta hoy no puede hallar el rigor ni la credibilidad ante el escenario internacional. La cultura stronista fue la internacionalización del terror a través del Plan Cóndor con el intercambio de los prisioneros políticos. La cultura stronista se resumía en la Ley 209: los desaparecidos; la clausura de diarios; la detención de sacerdotes, campesinos, obreros, intelectuales y artistas. Todos estos abusos fueron detallados en libros como Mbareté, Ley Suprema del Paraguay de David M. Helfeld y William L. Wipfler, Es mi informe de Alfredo Boccia Paz y Operativo Cóndor de Gladys Sannemann.
Bajo esta coyuntura de igual modo emergieron las voces de los que integran la generación literaria del 80. Los literatos de este periodo también sufrieron los castigos físicos del sistema autoritario represivo y es probable que hayan experimentado un vacío debido a la falta de referencias intelectuales protagónicas, cuyos autores en ese entonces fueron enviados casi en su totalidad al exilio. Los del 80 provenían de una variada amalgama social y si bien no militaron políticamente, a través de sus obras expresaron una preocupación generacional de carácter social. Gran parte de quienes conformaban la Generación del 80 se agrupó en el Taller de Poesía Manuel Ortiz Guerrero, donde se congregaban para efectuar tareas de carácter colectivo. Según el poeta y dramaturgo Moncho Azuaga, la táctica del taller fue la pluralidad ideológica en el quehacer colectivo, y confirmó consonancia entre los miembros, quienes procuraron la resistencia a la tiranía y la búsqueda de espacios para la difusión de la poesía.
Los autores representativos de este periodo son Mario Rubén Álvarez, Moncho Azuaga, Mario Casartelli, Pedro Céspedes, Sabino Giménez, Gladys Casaccia, Osmar Sostoa, Jorge Gómez Rodas, Amanda Pedrozo, Lito Pessolani, Lisandro Cardozo, Victorio V. Suárez, Enrique Denis, Darío Benítez Palmieri, Delfina Acosta, Susy Delgado, Mabel Pedrozo, Ramón Silva, María José Vallory, Merardo José Benítez, Ricardo de la Vega, Carmen Casartelli, Jorge Aymar, Miguel Ángel Meza y Marcos González. Los poetas y narradores no integrantes del Taller que también reflejaron el espíritu de la generación ochentera son María Eugenia Garay, Juan Pastoriza, Alfredo Rojas León, Raquel Saguier, Gloria Muñoz Yegros, Luis Ughelli, Nila López, Lourdes Espínola, María Elina Olmedo, Gilberto Ramírez Santacruz y Cristian González Safstrand. Un integrante ocasional del taller fue Vicente Duré.

#### Generación del 90
Tras la caída de la dictadura y el inicio de una etapa hacia la consolidación democrática, aparece la "Generación de la transición" o la del 90. Si bien este grupo tardó en llegar, recorre para grabar su presencia en un periodo de bastante confusión y de un largo júbilo inicial que llegó con el derrocamiento de Stroessner. Los del 90, quienes se proyectaron hacia el 2000, pusieron sus pies en el escenario nacional y comenzaron a trabajar de manera colectiva tomando como referencias a sus antecesores del Taller Ortiz Guerrero.
La generación de la transición se aglutinó en torno a un taller que llamaron "Pájaro Azul". Los primeros representantes trajeron ese deseo de entender el panorama e impregnar mediante de la palabra un sello que los pueda identificar. Los miembros primerizos que buscaron esto son Alberto Luna, Iván Ramón González, Domingo Aguilera, Pedro Maidana, Diana Lesme, Carlos López y Walter Rojas. Los intelectuales pasaron a ejercer directamente la política y unos pocos representantes de la literatura paraguaya de diversas generaciones no se ocultan sino que desafían el nuevo tiempo que ya estaba instalado.
Los años 1990 presentan una rara nomenclatura, pues por un lado aparece un grupo que si bien no corresponden a la edad en términos generacionales, es en este periodo de transición cuando se ve una alta producción literaria, especialmente en narrativa. Sobresale el Taller de Cuento Breve, presidido en aquel entonces por Hugo Rodríguez Alcalá, una entidad que publicó más de seis antologías de cuentos. Paralelamente a los autores más jóvenes de esta generación, de ese mismo taller destacaron poetisas como Luisa Moreno Sartorio, María del Carmen Paiva, Elinor Puschkarevich y Nora Friedmann. Las narradoras que integraron el Taller de Cuento Breve fueron Neida Bonnet de Mendonça, Stella Blanco Sánchez, Carmen Escudero de Riera, Emi Kasamatsu, Dirma Pardo de Carugati, Raquel Saguier, María Beatriz Bosio, María Luisa Bosio, Susana Gertopán, Maybell Lebron, Lucy Mendonça de Spinzi, Gloria Paiva, Margarita Prieto Yegros, Susana Riquelme de Bisso, Yula Riquelme de Molinas, Lita Pérez Cáceres y Estela Flores Acosta.
En la década del 90 también aparecen algunos poetas que trabajan y publican de forma totalmente independiente, divorciados casi de los cenáculos pero participando esporádicamente de los eventos y animaciones culturales. Este grupo está compuesto por Fernando Pistilli, Romualdo Santacruz, Tory Lubeka, Miguel Ángel Caballero Mora, Anuncio Martí, Juan Carlos Rodríguez Guerrero, Derlis Mereles, Chiquita Barreto, Iván González, Francesco Gallinari Sienra, Gilberto Ramírez Santacruz, Andrés Colmán Gutiérrez, Milia Gayoso, Adriana Cardús, Hermes Giménez Espinoza, Luis Hernáez y Michael Brunotte.

#### Autores destacados
A principios del XX destacan Ignacio A. Pane, Arsenio López Decoud, Juan E. O'Leary, Juan Silvano Godoy o Ricardo Brugada, giraron la poesía hacia presupuestos más universales, pero sobre ellos acabó pesando el ambiente político nacional, lo que perjudicó notablemente a su inspiración y, por tanto, a sus temas y formas. El Modernismo tuvo expresiones poéticas con peso específico en Paraguay: Raúl Amaral y Enrique Marini Palmieri son los autores más importantes, aunque el Canto Secular de Eloy Fariña Núñez es la aportación más notable, aunque son tanto o más modernistas las composiciones de Fortunato Toranzos Bardel. Parte de él desembocó en el llamado mundonovismo y en el nativismo, bien representados por el fortalecimiento de la poesía escrita en guaraní, sobre todo de la mano de Narciso R. Colmán, y por Natalicio González y Manuel Ortiz Guerrero.
Durante el siglo XX, la práctica de la literatura se incrementa paulatinamente hasta el punto de lograr su máximo exponente en los poetas de la Generación del 40. Entre ellos se encuentra Augusto Roa Bastos, el escritor más universal del país. Con él, a partir de 1960 aparecen progresivamente más obras, y en la década de los ochenta, por primera vez, un conjunto de editoriales estabilizadas favorecerán la publicación de nuevos autores. Desde finales de los ochenta, se aprecia el aumento notable de la producción narrativa, frente al escasísimo número de obras de este género publicadas hasta entonces.

#### Sociedad de Escritores del Paraguay
La Sociedad de Escritores del Paraguay (SEP) fue fundada el 11 de octubre de 1987. Se trata de una asociación civil sin fines de lucro que nuclea a profesionales de la creación literaria. Sus objetivos principales son la defensa de los intereses gremiales, la promoción del arte en general y también literario.

### SigloXXI
Después de la dictadura de Alfredo Stroessner, surgen en Paraguay diversos colectivos y autores en todo el país que produjeron una transformación en la literatura contemporánea del Paraguay. Cabe destacar experiencias como el colectivo P3F (Poetas de las Tres Fronteras), que nuclea a Douglas Diegues, Cristino Bogado, Edgar Pou y Jorge Canese. Por su parte, el colectivo Ediciones de la Ura nuclea a artistas visuales, músicos y escritores (Lia Colombino, Fredi Casco, Ana Ayala, Javier Palma y Marcos Benítez).

## Géneros y estilos

### Romanticismo y posromanticismo
La fecha de nacimiento de los principales románticos paraguayos puede determinarse entre 1825 y 1850. Pocos tuvieron la oportunidad de realizar una obra importante porque las circunstancias históricas fueron extremadamente difíciles. En 1862 muere el presidente Carlos Antonio López, por lo que su hijo Francisco Solano le sucede en el poder. En noviembre de 1864 comienzan las hostilidades entre Paraguay y Brasil, mientras que en marzo de 1865 Paraguay le declara la guerra a Argentina. En mayo de ese mismo año; Argentina, Brasil y Uruguay firman el Tratado de la Triple Alianza. La guerra fratricida no terminará hasta 1870. Como fue una guerra total, de exterminio, toda la energía del Paraguay debió concentrarse en la defensa del territorio, invadido por tres ejércitos y bloqueado por una poderosa escuadra.
Entre las figuras del romanticismo paraguayo (1860-1870) se encuentran el propio Solano López, Fidel Maíz, José Segundo Decoud, Juan José Decoud, Juan Crisóstomo Centurión, Natalicio Talavera, Juan Silvano Godoi, Ildefonso Antonio Bermejo y Juan Pedro Escalada. Las personalidades del posromanticismo (1870-1910) son Victorino Abente y Lago, Enrique Parodi, Venancio López Carrillo, Adriano Mateur Aguiar, Delfín Chamorro, Diógenes Decoud y Héctor Francisco Decoud.

### Narrativa

#### Coyuntura latinoamericana
El auge de la literatura histórica en el ámbito latinoamericano se dio desde la segunda mitad del siglo XX, sobre todo en su narrativa, estudiada suficientemente por Fernando Aínsa y Seymour Menton. Los trabajos críticos de estos autores y de otros como Celia Fernández Prieto o Kurt Spang fijaron sus características y crearon una tipología adaptada al ámbito hispánico. En cambio, la crítica prestó menos atención a la poesía y al teatro histórico de este mismo período, y máxime del notable cultivo del drama, que presenta las mismas influencias contextuales que propiciaron el auge de la narrativa y de la evolución paralela y yuxtapuesta de todos los géneros históricos en aspectos como la desmitificación de los grandes héroes históricos o la impugnación de la historia «heredada». Otros aspectos que encajarían es la mutación o evolución en la literatura o teatro en el caso del drama, el empleo del anacronismo, el cuestionamiento de las mistificaciones y mitologías históricas, la mezcla de ficción y documentalismo, el fragmentarismo secuencial, la disolución temporal, el uso del humor y la presentación humanizada de personajes históricos relevantes.
La situación es semejante en la literatura paraguaya, a pesar de que su producción ha sido más escasa que la otros países sudamericanos. En Paraguay, el boom de la nueva narrativa histórica se asentó desde bien entrados los años 1990, con los antecedentes inmediatos de Yo el Supremo (1974) de Roa Bastos, Diagonal de Sangre (1986) de Juan Bautista Rivarola Matto y Caballero (1986) de Guido Rodríguez Alcalá. El auge de esta narrativa eclipsó, al menos en el ámbito crítico, al teatro y a la poesía del mismo género. La lírica histórica no presentó la misma riqueza cuantitativa y cualitativa que la novela, pero la escena sí que ofreció varias obras que trataron de impugnar también la historia heredada. Como haya sido, el auge de la ficción histórica en las letras paraguayas es patente en todos los géneros literarios, aun con distinta intensidad, y contribuyó a la expansión de su narrativa, junto a otras vertientes como el relato femenino.

#### El desarrollo de la narrativa
José Peiró señala que entre las características de la literatura histórica paraguaya surgida a partir de 1990 se encuentra la recuperación del mundo colonial. Se ha hablado siempre de las crónicas históricas noveladas del argentino Isidoro Calzada tales como Álvar Núñez Marangatú (1970) —sobre la conquista española—, e Itapúa, la roca que emerge (1970) —sobre el santo paraguayo Roque González de Santa Cruz—, pero las obras de este autor no son de ficción como tal, sino biografías aderezadas con cierto aire novelesco; son ante todo biografías por antonomasia. Por otra parte, la obra que se considera narración de ficción histórica es Yasih Rendih (1960) de Antonio Eulogio González, una obra escrita en los años 1930, donde se revisa la primera expedición española colonial al Paraguay. Yasih Rendih trató de reproducir el lenguaje de la época y el primer encuentro entre los indígenas guaraníes y los españoles, y sus combates consiguientes. También seguiría la misma corriente el cuento La mano en la tierra (1963) de Josefina Pla, el cual trata el conflicto entre los mundos indígena y conquistador, donde se subraya el trauma que supuso para los nativos la llegada de los españoles.
Hasta donde llega el conocimiento y reconocimiento de las obras escritas y publicadas en el resto de la historia de la literatura paraguaya, José Peiró afirma que resulta difícil encontrar momentos de la literatura anterior a los años 1990 donde se relacione la publicación de obras cuya temática se base en épocas anteriores a la independencia del país. Peiró arguye que posiblemente existan creaciones escritas inéditas que aún no conocen a causa de la deficiente administración de las editoriales paraguayas que había hasta los años 1980. Los argumentos de las obras históricas de ficción anteriores a la aparición de Vigilia del Almirante (1992) —novela que representa el punto de partida de la revisión del mundo colonial en la literatura paraguaya actual—, se ubican en el mundo posterior a la independencia preferentemente, y sobre todo en momentos «polémicos» del siglo XIX, como la dictadura de Francia (Yo el Supremo de Augusto Roa Bastos) y la presidencia de Francisco Solano López, con la guerra de la Triple Alianza y sus consecuencias (Diagonal de Sangre de Rivarola Matto, Caballero y Caballero Rey de Guido Rodríguez Alcalá). Estos períodos habían sido y continúan siendo objeto de discusión en el círculo literario paraguayo, tal y como demuestran la publicación de Pancha (2000) de Maybell Lebron y El dedo trémulo (2002) de Esteban Cabañas. Esas dos publicaciones mostraron que la ficción permitía esclarecer los aspectos más oscuros, y procediendo desde documentos reales y la especulación, apuntalaban teorías que podrían crear problemas a los autores que las expusieran en manuales históricos o ensayos. La literatura se convirtió así, según Peiró, en un medio hábil de refutación del pasado oficializado, para revelar a los grandes mitos de la historia nacional como seres humanos de carne y hueso, con virtudes y defectos.
El declive de Stroessner desde mediados de 1980 favoreció la reinterpretación histórica, ya que se rechazaba mediante argumentos el fervor incondicional hacia personalidades como el Mariscal López y Bernardino Caballero. A estos dos personajes ciertos intelectuales los señalaban como propiedad del autoritarismo, porque con ello temblaba la raíz ideológica de la dictadura. A partir de ese momento la historia inició un proceso de humanización, a pesar de la disonancia entre los intelectuales, quienes mostraban preferencias por una u otra característica de sendos personajes, casi siempre con motivaciones políticas en el fondo, y a simple vista. La narración histórica en Paraguay era un arma crítica contra la tiranía y el poder, por esa razón los escritos dirigían su interés a los períodos autoritarios y polémicos del pasado como el de Francia o el de Solano López, al ser referencias reminiscentes de la dictadura stronista.
La Celebración del V Centenario del Descubrimiento de América vio en 1992 obras que supusieron el rescate de la figura de Colón: la novela de Roa Bastos Vigilia del Almirante, y la obra teatral La Divina Comedia de Colón de Gloria Muñoz. En ese momento es cuando comienza la aparición de la atracción por el mundo precolonial en la literatura del país guaraní. Aunque el protagonista de ambas creaciones no sea paraguayo, ni su historia no se limite a la región del Río de la Plata, su irrupción en las letras y en la escena del Paraguay despertó el interés por la «prehistoria» nacional; la anterior a su nacimiento en 1811. No debe confundirse el interés por la historia colonial con el interés por el indigenismo, ya que esto último es ilustrado en la citada Yasih Rendih donde aborda la reivindicación social o la identidad nacional.
Es por ello que desde de los años 1990 no se rastrea en el pasado solo para buscar las raíces de la paraguayidad o de la existencia del país, sino para penetrar en la personalidad de sus protagonistas y redescubrir a los descubridores y a los forjadores del Paraguay. Los fines del siglo XX se caracterizaron por el modo de focalización y los argumentos de las obras en la reinterpretación histórica. Por ello, en un ambiente donde personajes intocables como López y Caballero son humanizados, el interés se amplía con los protagonistas de la historia colonial del país y hasta el mismo Colón, convertido en referente del inicio del período de la narrativa.
Raquel Saguier presenta en 1994, con Esta zanja está ocupada, una interesante novela policíaca, en la que crítica a la sociedad asuncena se esconde detrás de un crimen.Con su primera novela Barrio Palestina en 1998 y la segunda El nombre prestado en 2000, Susana Gertopan inicia una larga e intensa dedicación a los temas de memoria colectiva de la diáspora judía en el Paraguay.
En la actualidad, ha surgido una narrativa potente en las plumas de autores como José Pérez Reyes, Patricia Camp, Javier Viveros, Juan Ramírez Biedermann, Mónica Bustos, Liz Haedo, entre otros.

### Ensayo
La producción ensayística a lo largo de todo el siglo XX fue rica e influyente, la cual adquirió relevancia hasta mediados de los años 1950, cuando la narrativa y en especial, la concebida y publicada en el exilio, comienza a incorporar a la ficción ciertos núcleos temáticos provenientes de la historia paraguaya, ya sea del pasado o presente. Hasta entonces el ensayo era exclusivamente de tinte histórico, político, biográfico, filosófico y/o sociológico. Como en otros países latinoamericanos, la coyuntura histórica-política-cultural de las primeras cuatro décadas del siglo XX explican que el ensayo fue el género literario predominante de esos años y por consecuente, continuó siendo uno de los géneros más fecundos de la literatura paraguaya. En el caso de Paraguay, desde fines del siglo XIX hasta fines de la década de 1980 la situación contextual incluye a: dos guerras internacionales (la guerra de la Triple Alianza y la guerra del Chaco), una guerra civil (la Revolución de 1947) y los 35 años de la dictadura del general Alfredo Stroessner (1954-1989).
Se considera que la literatura paraguaya inicia a principios del siglo XX con las obras de un grupo de intelectuales que aparecen en el escenario cultural alrededor de 1900. Estos escritores, nacidos casi todos durante, poco antes o poco después de la Guerra del 70, son en su mayoría ensayistas y poetas, quienes integran la llamada "Generación del 900" o "Promoción de 1900". Al igual que sus coetáneos españoles de la Generación del 98, los escritores paraguayos proponen (a través de su quehacer literario) ayudar en la reconstrucción espiritual del país, por un lado reafirmando los valores nacionales y por otro reinterpretando y reivindicando ciertos aspectos del pasado histórico paraguayo. Entre los miembros más representativos de este grupo están: Cecilio Báez, Manuel Domínguez, Eloy Fariña Núñez, Blas Garay, Manuel Gondra, Alejandro Guanes, Fulgencio R. Moreno y Juan E. O'Leary. Todos los miembros: son periodistas (excepto Manuel Domínguez), son poetas; y se dedican, en mayor o menor grado, al ensayo histórico y a la historiografía nacional (excepto Alejandro Guanes).
Cerca de 1915 surge otro grupo de destacados ensayistas que continúan el trabajo de investigación y reinterpretación histórica de la promoción de 1900. Los miembros que más sobresalen son Justo Pastor Benítez, Arturo Bray, Natalicio González y Pablo Max Ynsfrán. A partir de la década 1930, cuando se desarrolla la guerra con Bolivia, aparecen las obras de dos historiadores de renombre: Julio César Chaves, autor de una de las biografías más conocidas del dictador Francia, y Efraím Cardozo, profundo conocedor de la guerra del Chaco y uno de los firmantes del Tratado de Paz entre Paraguay y Bolivia (1938).
Durante la segunda mitad del siglo XX surgen varios ensayos críticos, filosóficos, sociológicos e histórico-políticos de importancia que sirvieron para ahondar en la realidad nacional. Entre esos ensayos destacan las obras de Juan Andrés Cardozo, Osvaldo Chaves, Efraín Enríquez Gamón, Adriano Irala Burgos (hijo de Adriano Irala), Epifanio Méndez Fleitas, Hipólito Sánchez Quell, Alfredo Seiferheld, Mauricio Schvartzman y Helio Vera. Entre los historiadores de la cultura y críticos literarios más fecundos del siglo XX figuran: Raúl Amaral, Rubén Bareiro Saguier, Carlos R. Centurión, Francisco Pérez Maricevich, Josefina Pla, Guido Rodríguez Alcalá y Hugo Rodríguez Alcalá, por mencionar solo a los de más larga y amplia labor crítica-ensayística.

### Literatura guaraní
La literatura de creación en lengua guaraní es copiosa y creciente. Durante las décadas de 1920 y 1930 los aedos guaraníticos superaron en lirismo a los poetas de producción castellana, el cual alcanzó sus notas más altas con Manuel Ortiz Guerrero, Marcelino Pérez Martínez con "Rohechaga'u", y Darío Gómez Serrato con "Jasy Morotî". Son manifestaciones del genius loci que expande el alma popular, con un coro selvático, "digno del río epónimo", como concluiría Justo Pastor Benítez. En 1950 se funda la Asociación de Poetas, Escritores y Artistas Guaraníes, y si bien, poco tiempo atrás la tendencia era componer música paraguaya con letras en guaraní, existe una predilección de escribirla en castellano (o en ambos idiomas), debido a que la idea es alcanzar mayores éxitos y difusión internacional. Entre los prolíficos y meritorios autores que usaron el guaraní como medio de expresión se encuentran Narciso Ramón Colman, Leopoldo Benítez, Félix Fernández Galeano, Francisco Martín Barrios, Darío Gómez Serrato, Eduardo Saguier (quien tradujo el poema Martín Fierro), Emiliano R. Fernández, Gumersindo Ayala Aquino y Mariano Celso Pedrozo. Existen escritores y coautores que se encargaron de darle una interpretación musical a cada una de las estrofas escritas y se popularizaron, más por la musicalización que por el verso en sí.